# امانوئل پتی
امانوئل "مانو" لوران پتی (به فرانسوی: Emmanuel "Manu" Laurent Petit) (زاده ۲۲ سپتامبر ۱۹۷۰) بازیکن پیشین فوتبال تیم ملی فوتبال فرانسه بود.
وی در پست هافبک میانی بازی می‌کرد و در چهار باشگاه موناکو، آرسنال، بارسلونا و چلسی بازی کرده‌است. پتی گل سوم فرانسه در فینال جام جهانی فوتبال ۱۹۹۸ را به ثمر رساند و نقش مهمی در قهرمانی فرانسه داشت.این گل هزارمین گل تاریخ ادوار جام های جهانی فوتبال بود.
نام امانوئل پتی بعد از جام ۹۸ فرانسه در خاطره ها ماند جامی که به عقیده خیلی ها بهترین جام جهانی بود .